# غاريث وليامز (لاعب كرة قدم جنوب إفريقي)
غاريث وليامز (بالإنجليزية: Gareth Williams)‏ (10 سبتمبر 1982 في جنوب أفريقيا - ) هو لاعب كرة قدم جنوب أفريقي في مركز الهجوم. شارك مع منتخب ويلز تحت 21 سنة لكرة القدم. أما مع النوادي، فقد لعب مع إبسفليت يونايتد وكامبريدج يونايتد وكريستال بالاس وكولتشستر يونايتد ونادي بلاكبول ونادي بورنموث ونادي بروملي وكراي واندررز وCroydon Athletic F.C. ‏ ونادي ويموث.

## وصلات خارجية
- غاريث وليامز على موقع قاعدة بيانات كرة القدم.إي يو (الإنجليزية)
- غاريث وليامز على موقع Soccerbase.com (لاعب) (الإنجليزية)